# Abyaneh

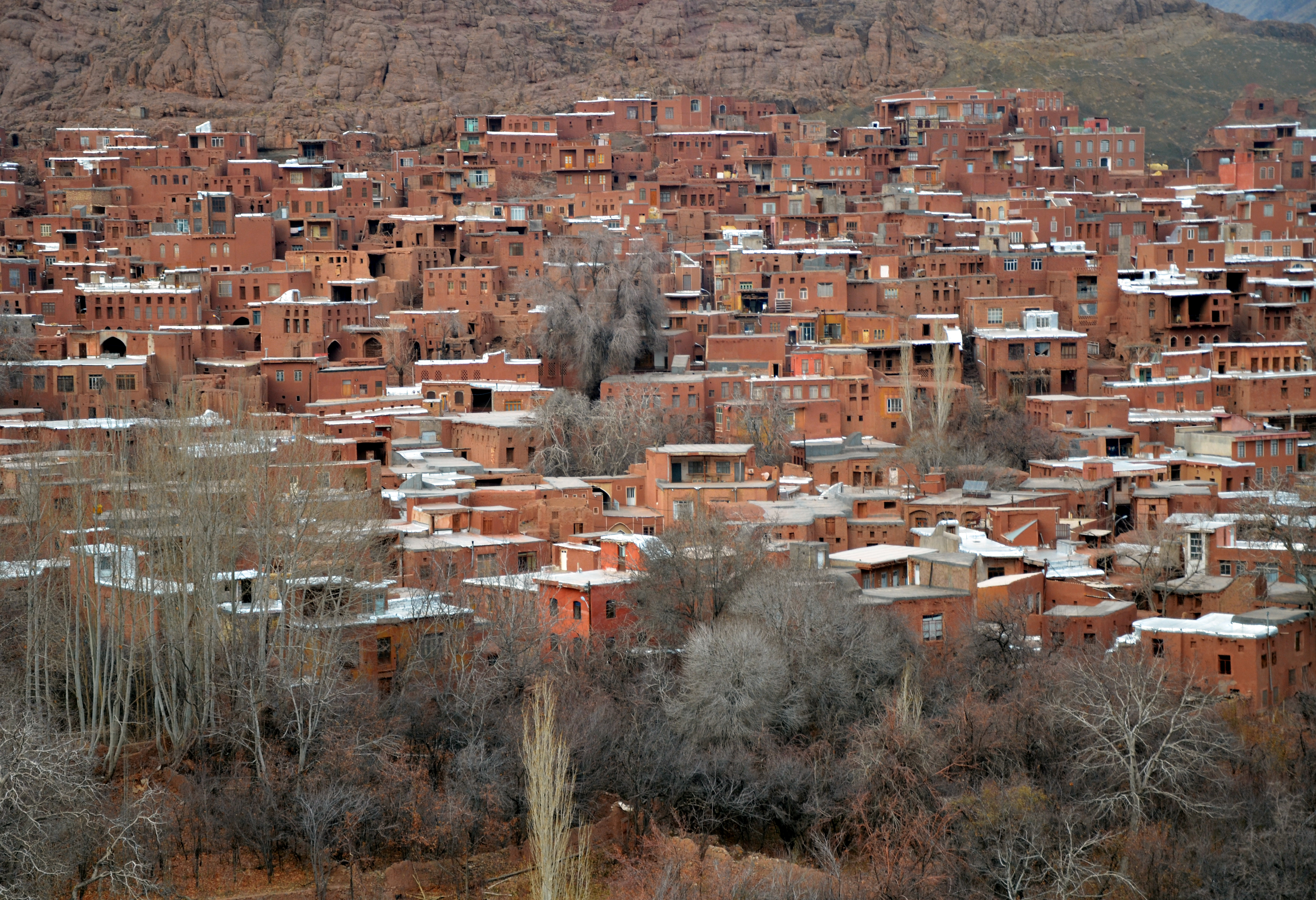

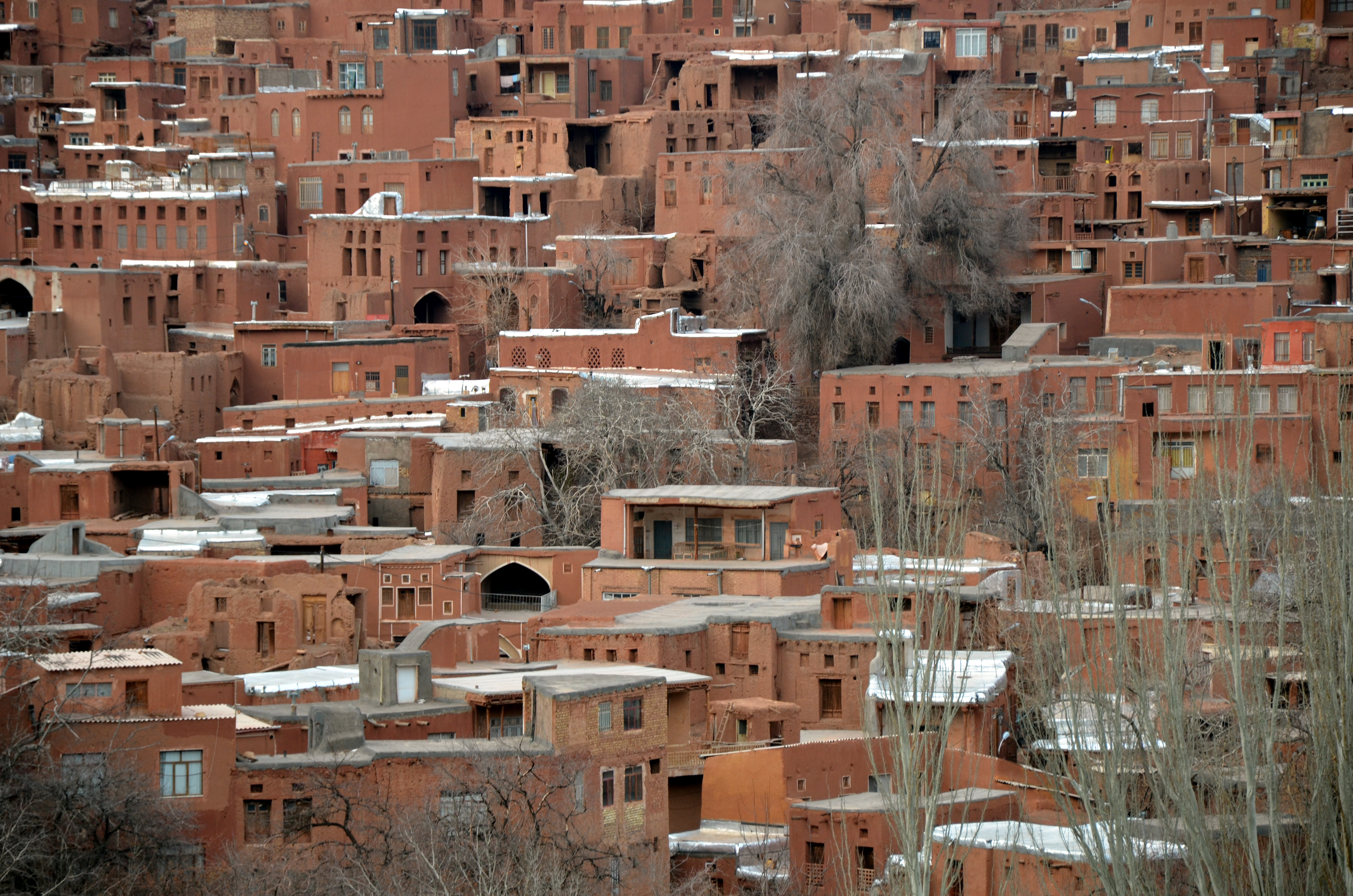

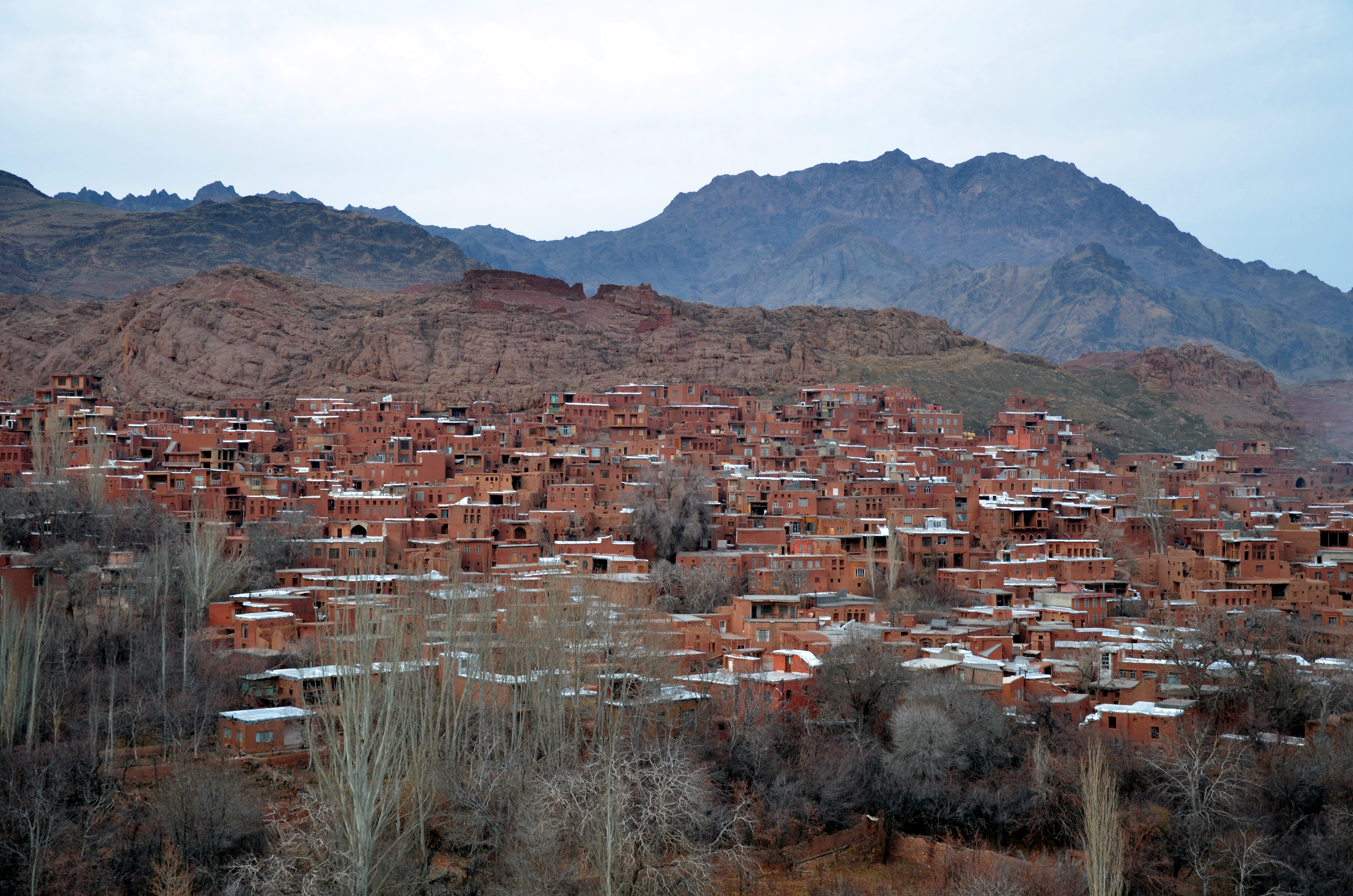

Abyaneh (en persa: ابيانه‎: también Āporāneh, Ābiāneh y Abyāneh) es un pueblo situado en el distrito rural de Barzrud, perteneciente al Distrito Central de Natanz, provincia de Isfahán, Irán. En el censo de 2006 su población era de 305 personas, de 160 familias. Caracterizado por un particular tono rojizo, el pueblo es uno del más antiguos de Irán, e imán de turistas nacionales y extranjeros, especialmente durante sus ceremonias y fiestas tradicionales. La vestimenta típica de la mujer de Abyaneh es una bufanda larga blanca (cubriendo los hombros y el pecho) con un patrón colorido, así como una falda hasta debajo de las rodillas. La vestimenta tradicional de Abyaneh se ha conservado hasta la actualidad.
Dominando el pueblo sienta las ruinas de un fuerte de la era Sasanid en la cima de un cerro cercano.
El dialecto de las personas de Abyaneh ha preservado algunas características del idioma pahlavi, la lengua del Imperio sasánida.
Desde junio de 2005 se han comenzado excavaciones arqueológicas por primera vez gracias a un acuerdo entre el Centro de Investigación de Abyaneh y el Centro de Investigación Arqueológica del Patrimonio Cultural Iraní y Organización de Turismo (ICHTO).

## Referencias

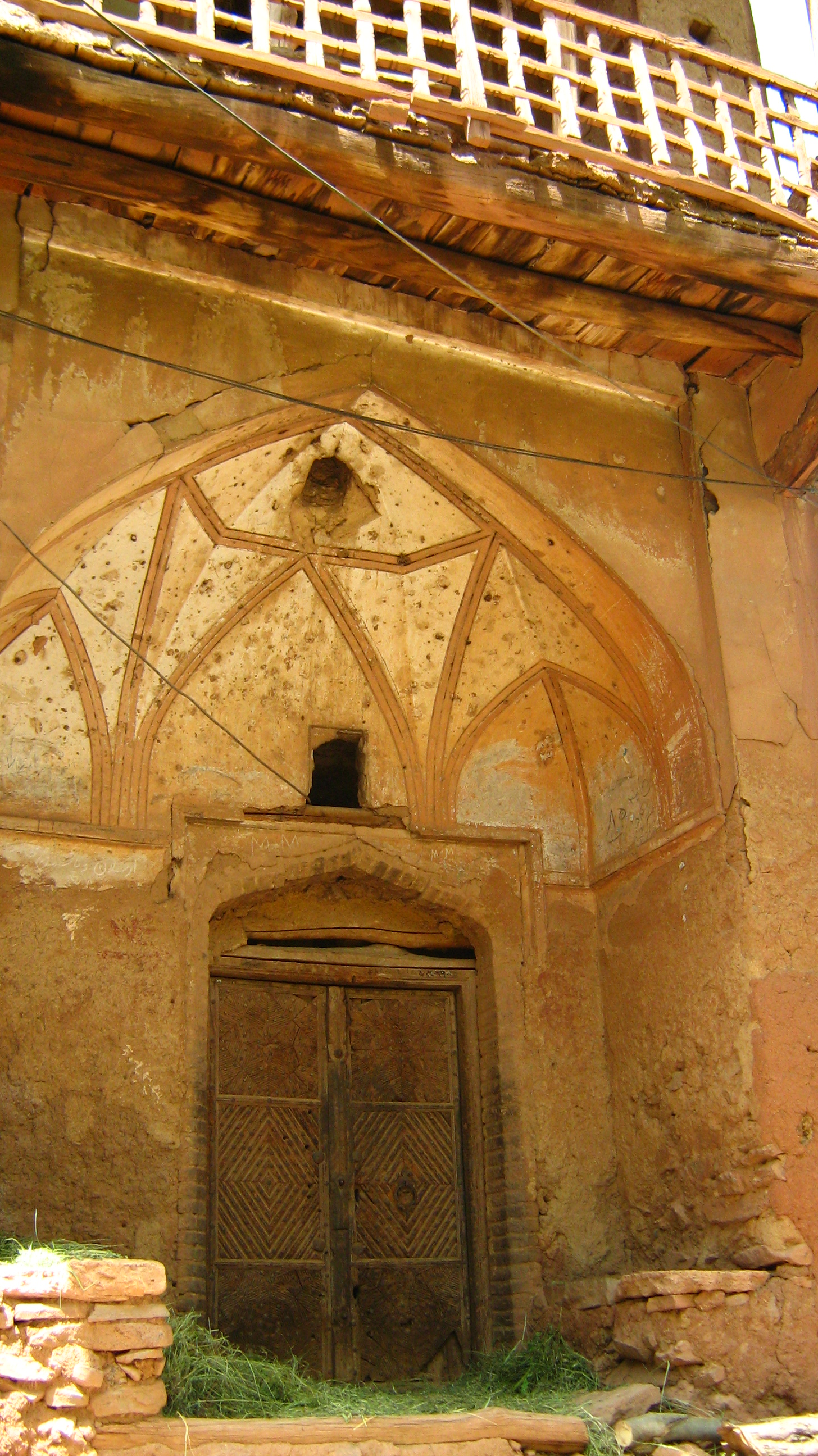

## Galería de imágenes

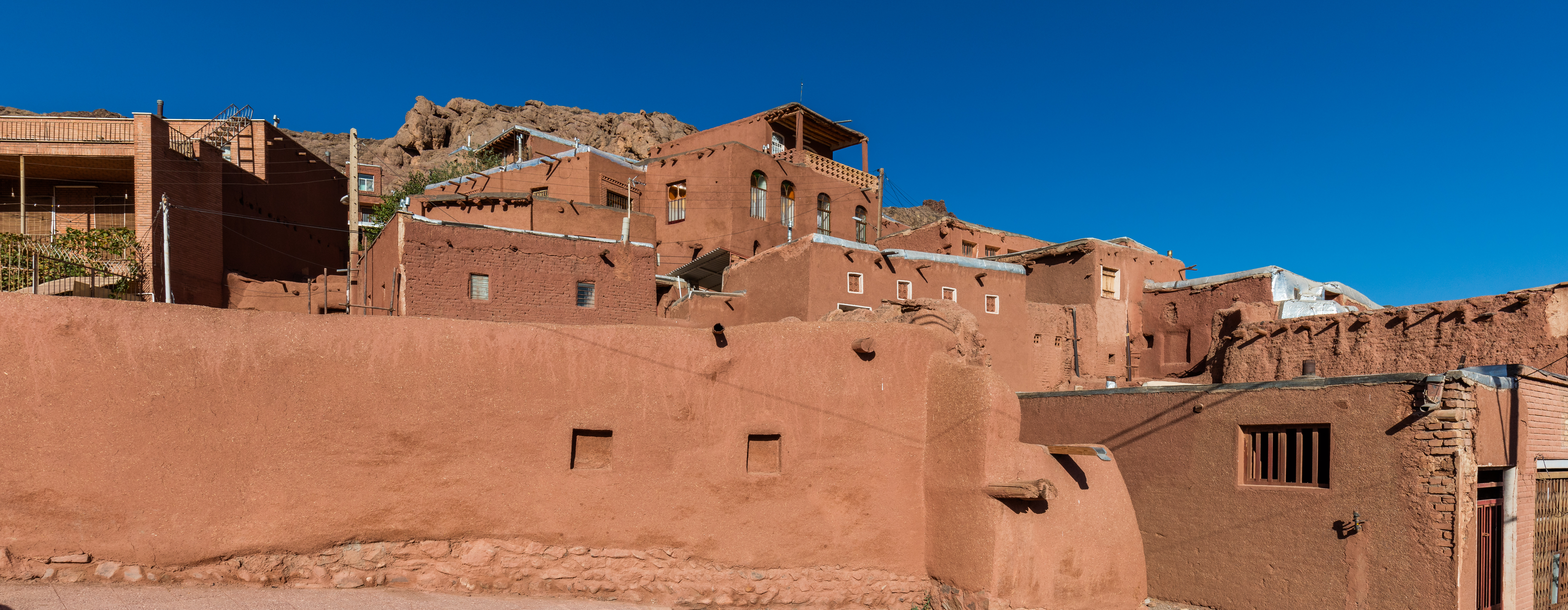
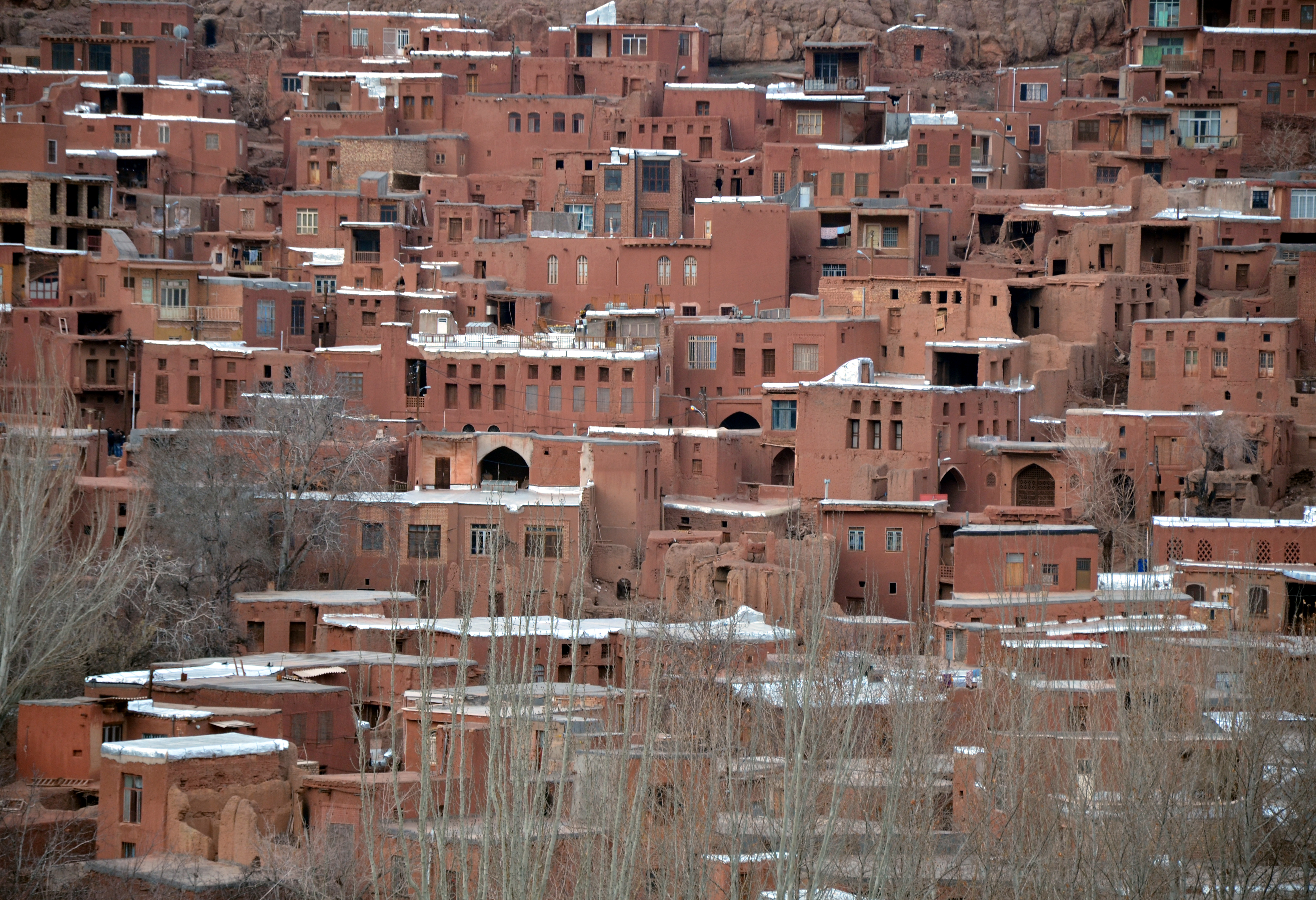
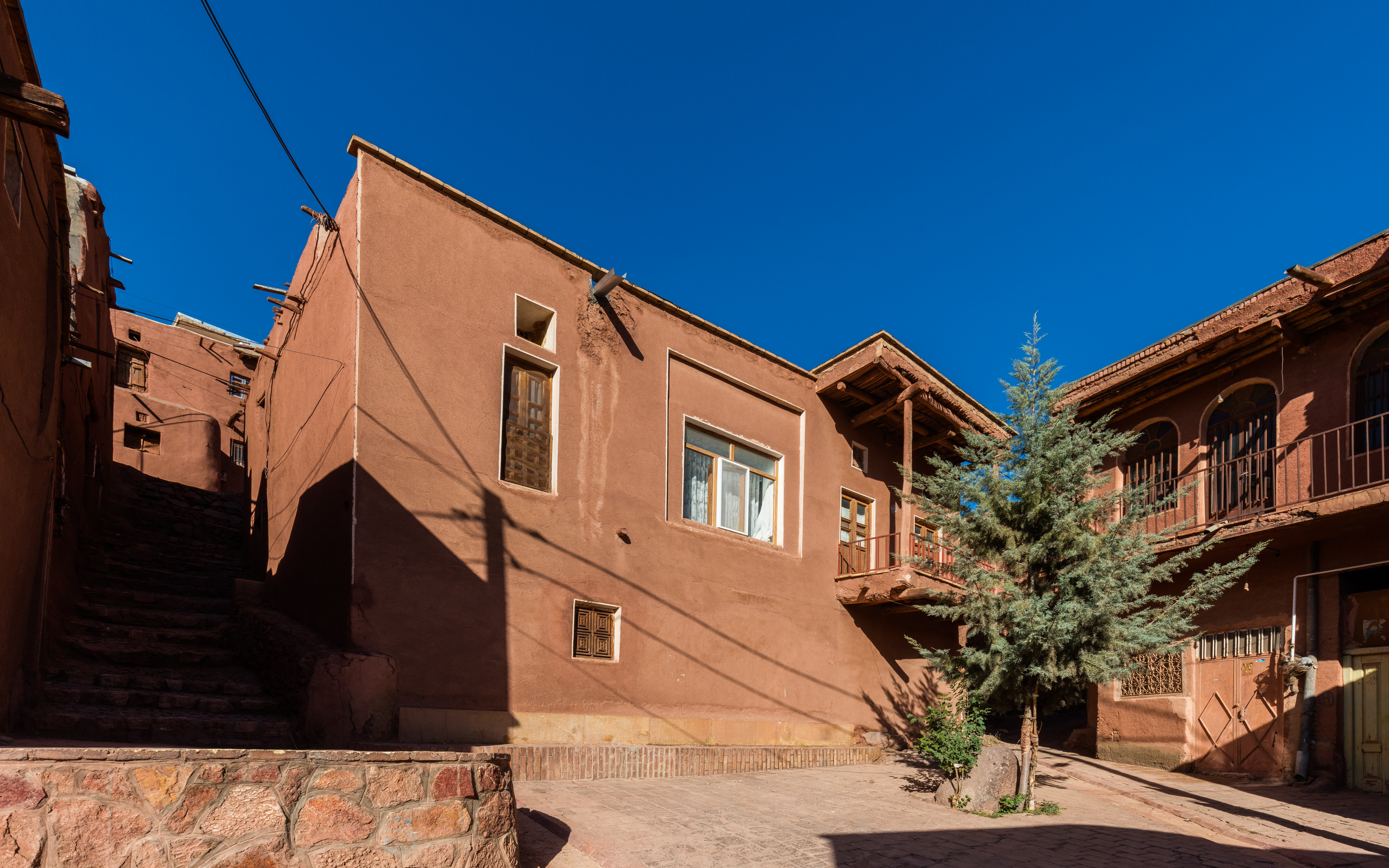
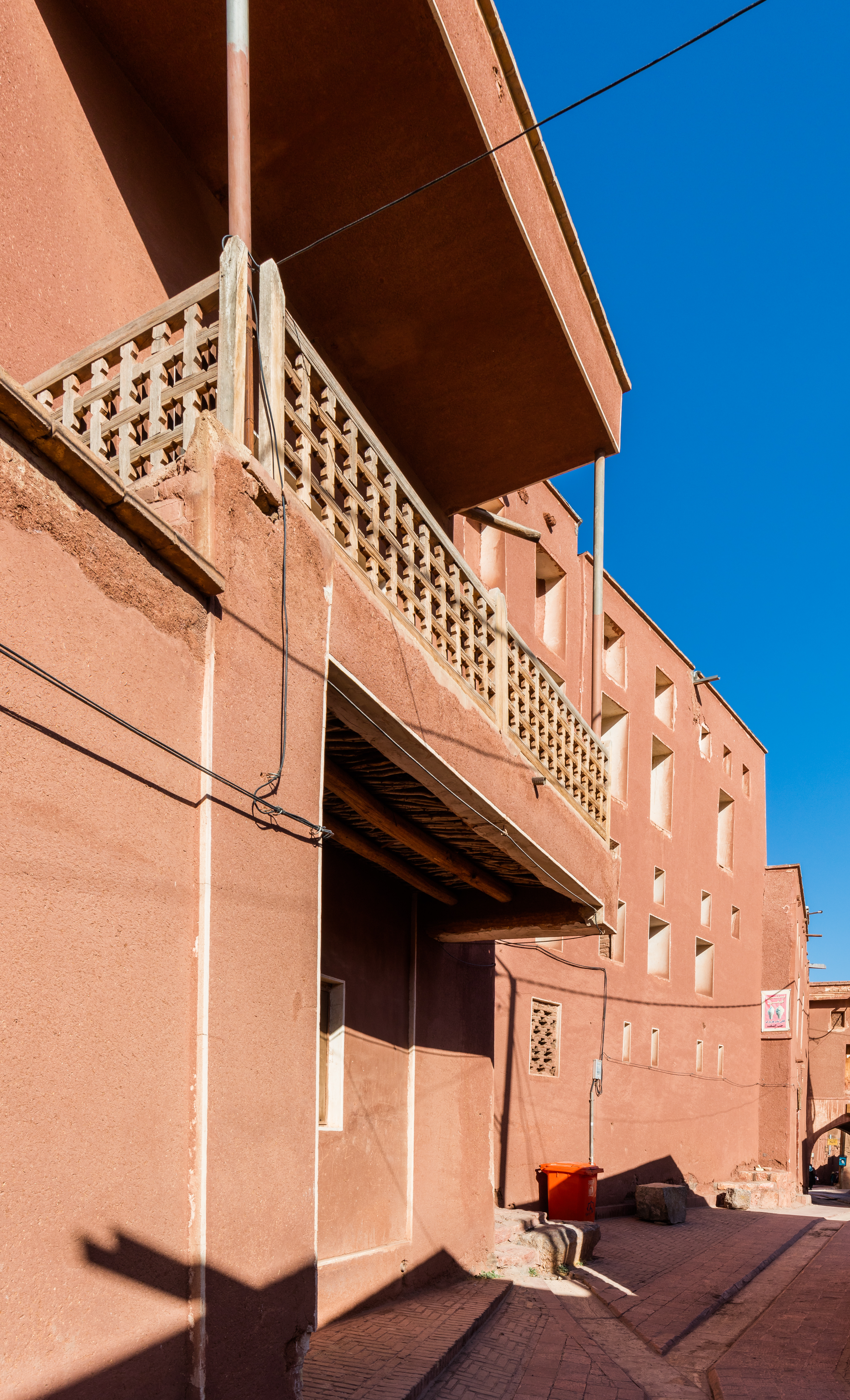
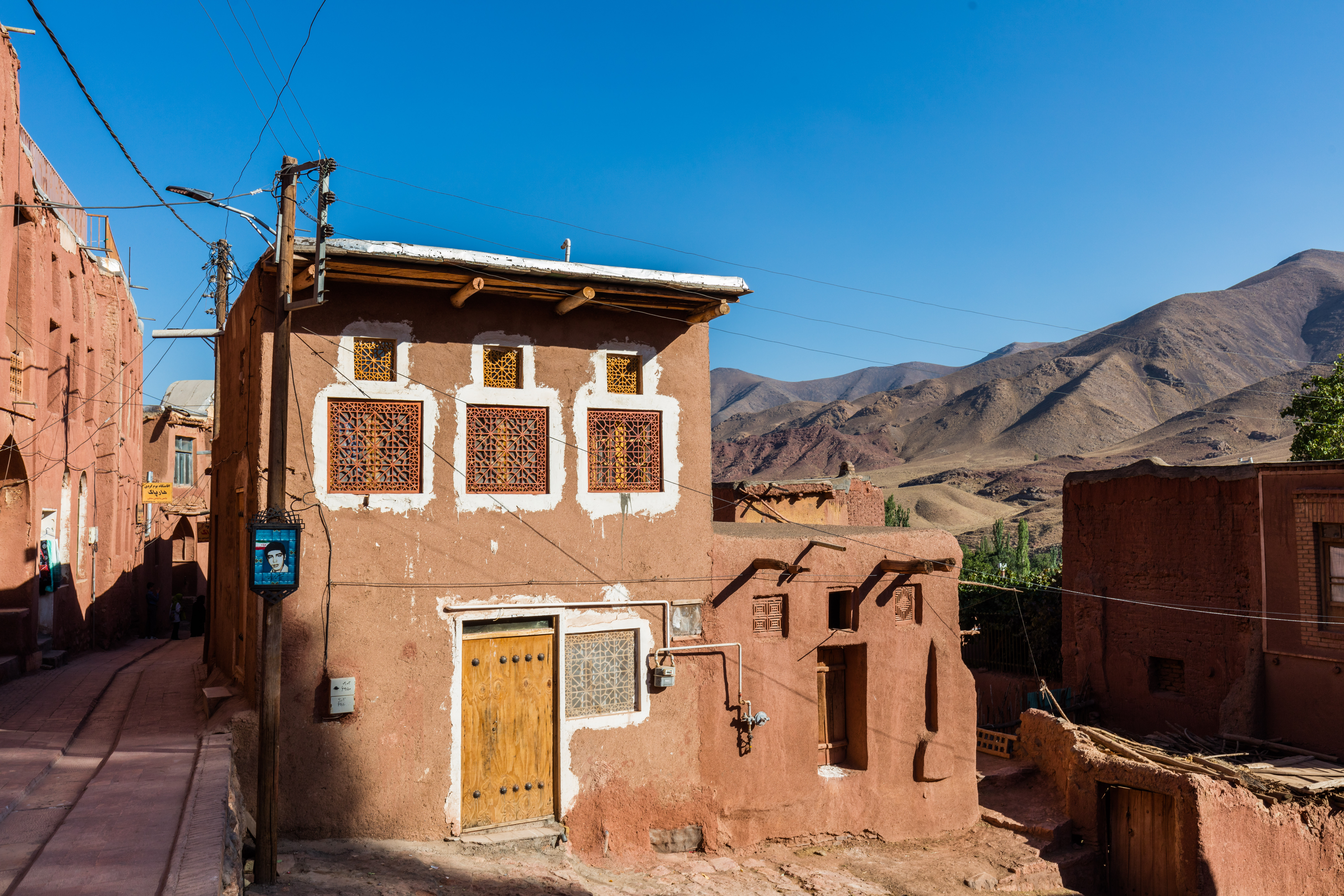
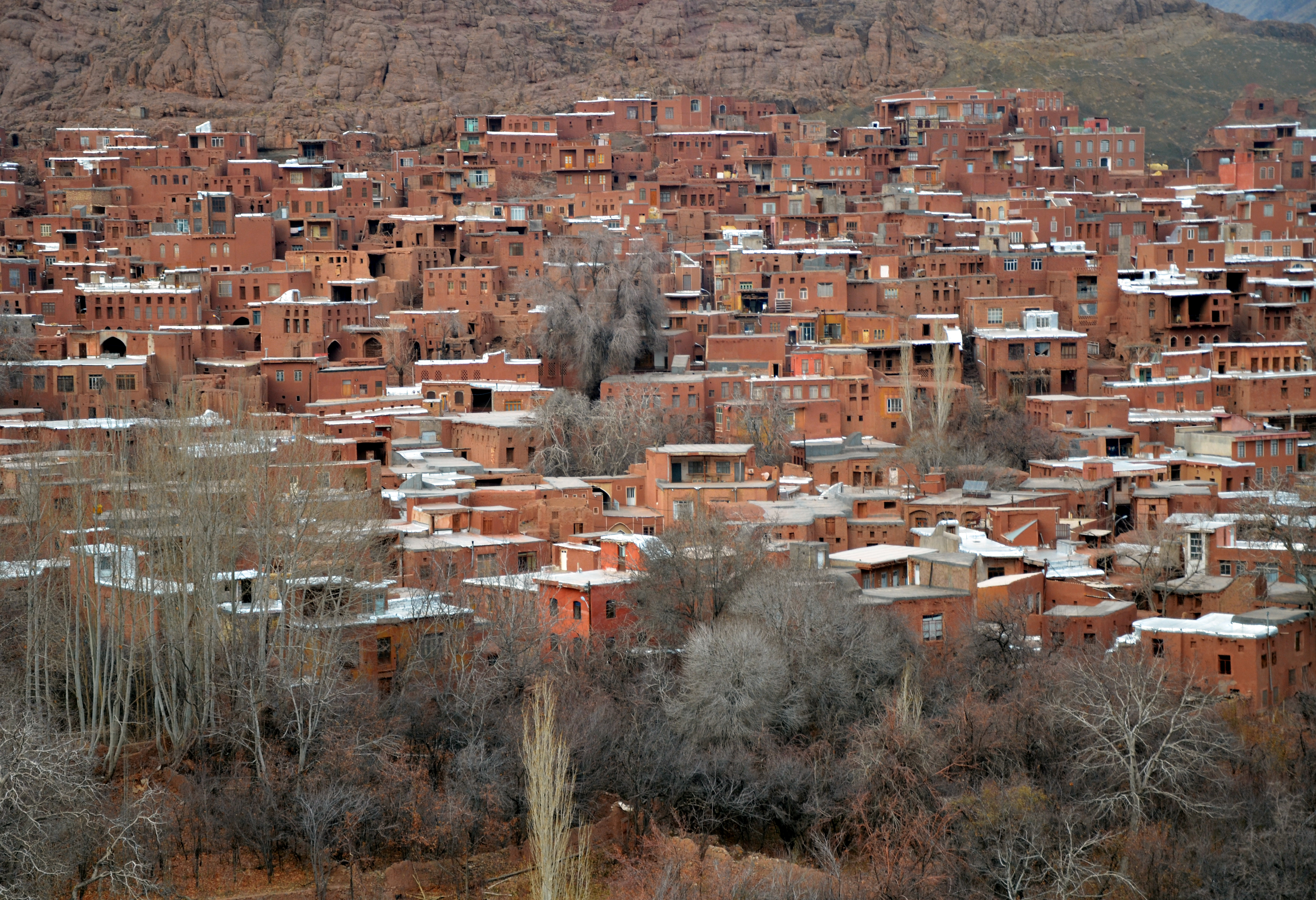
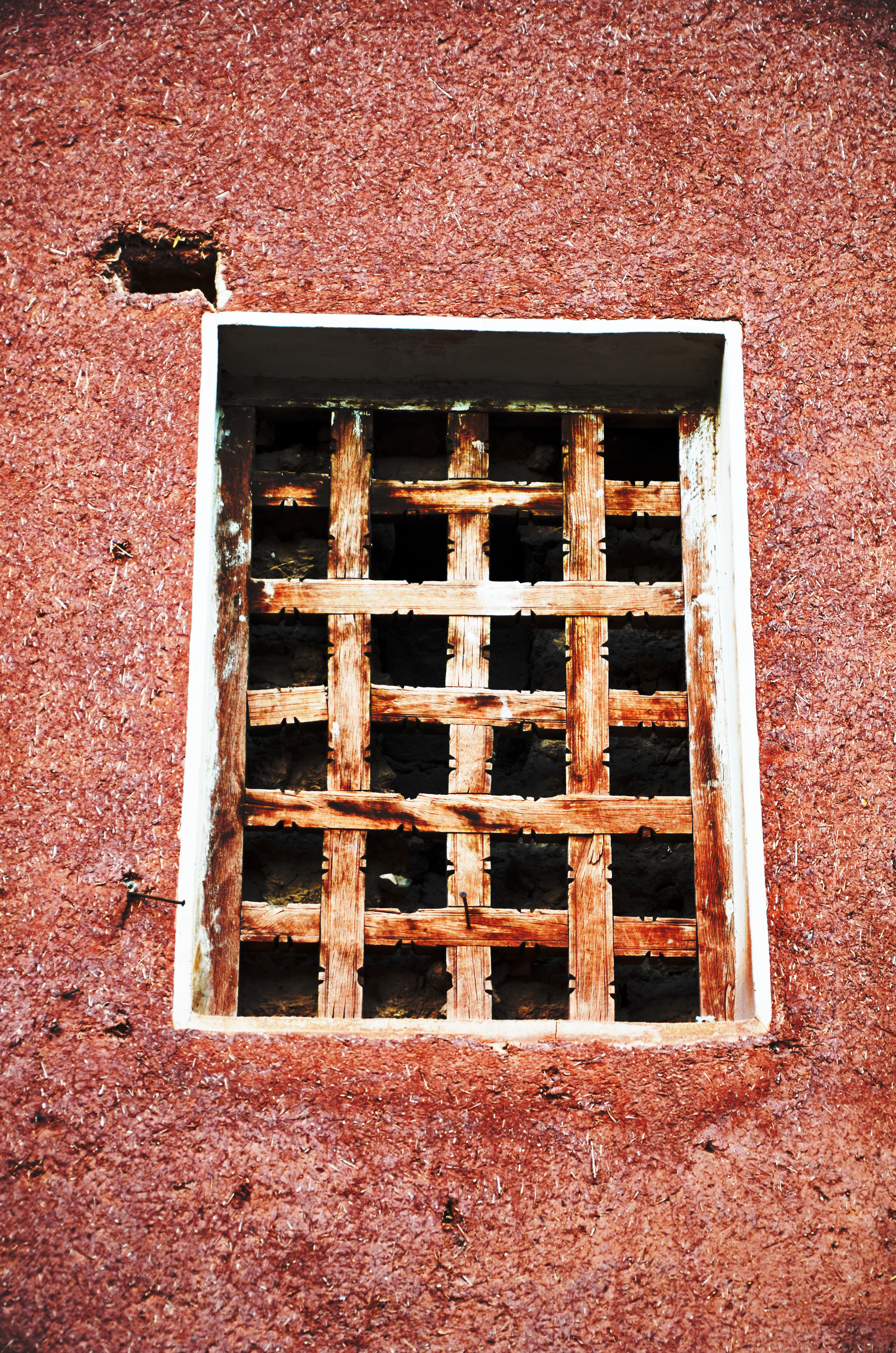
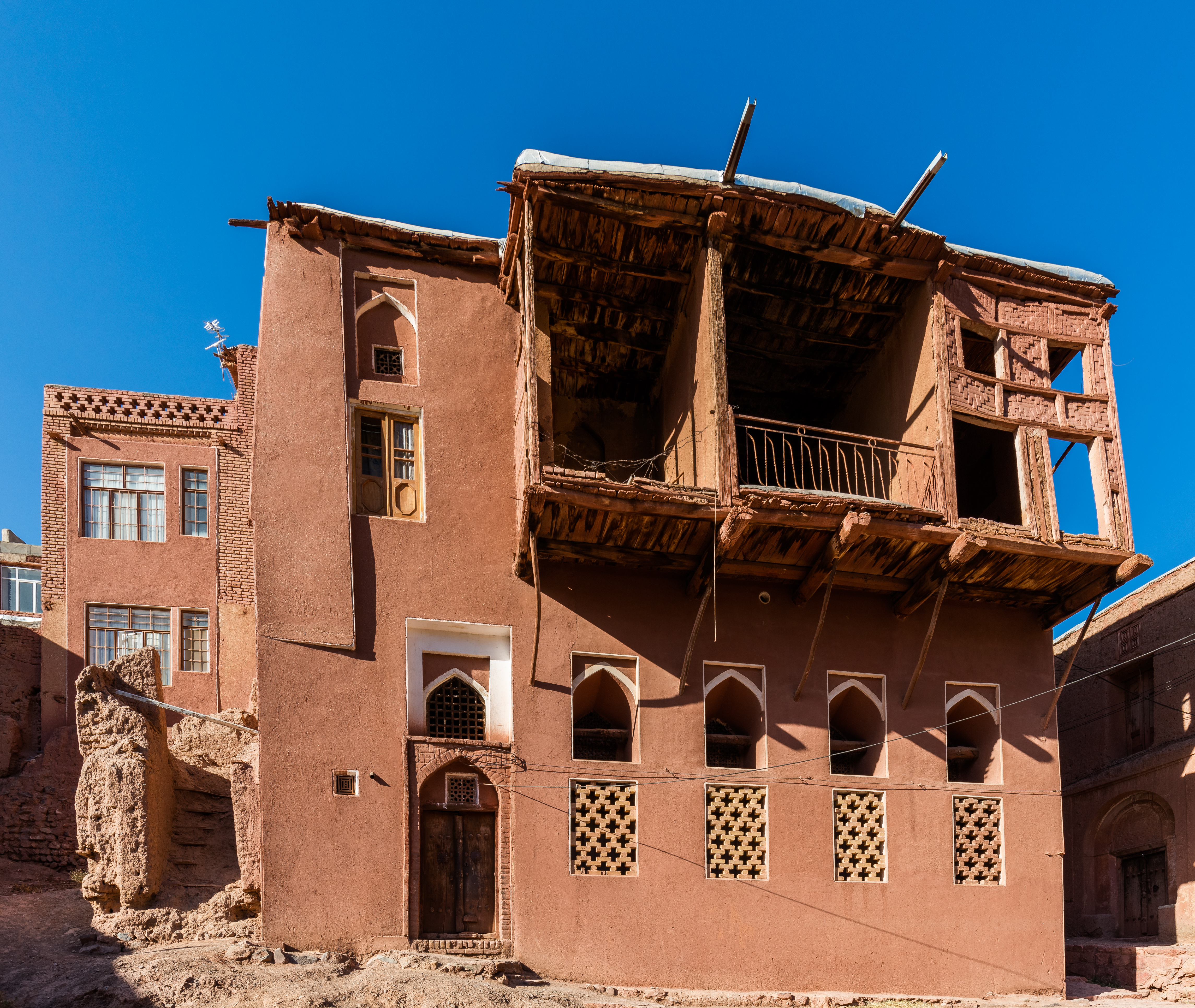
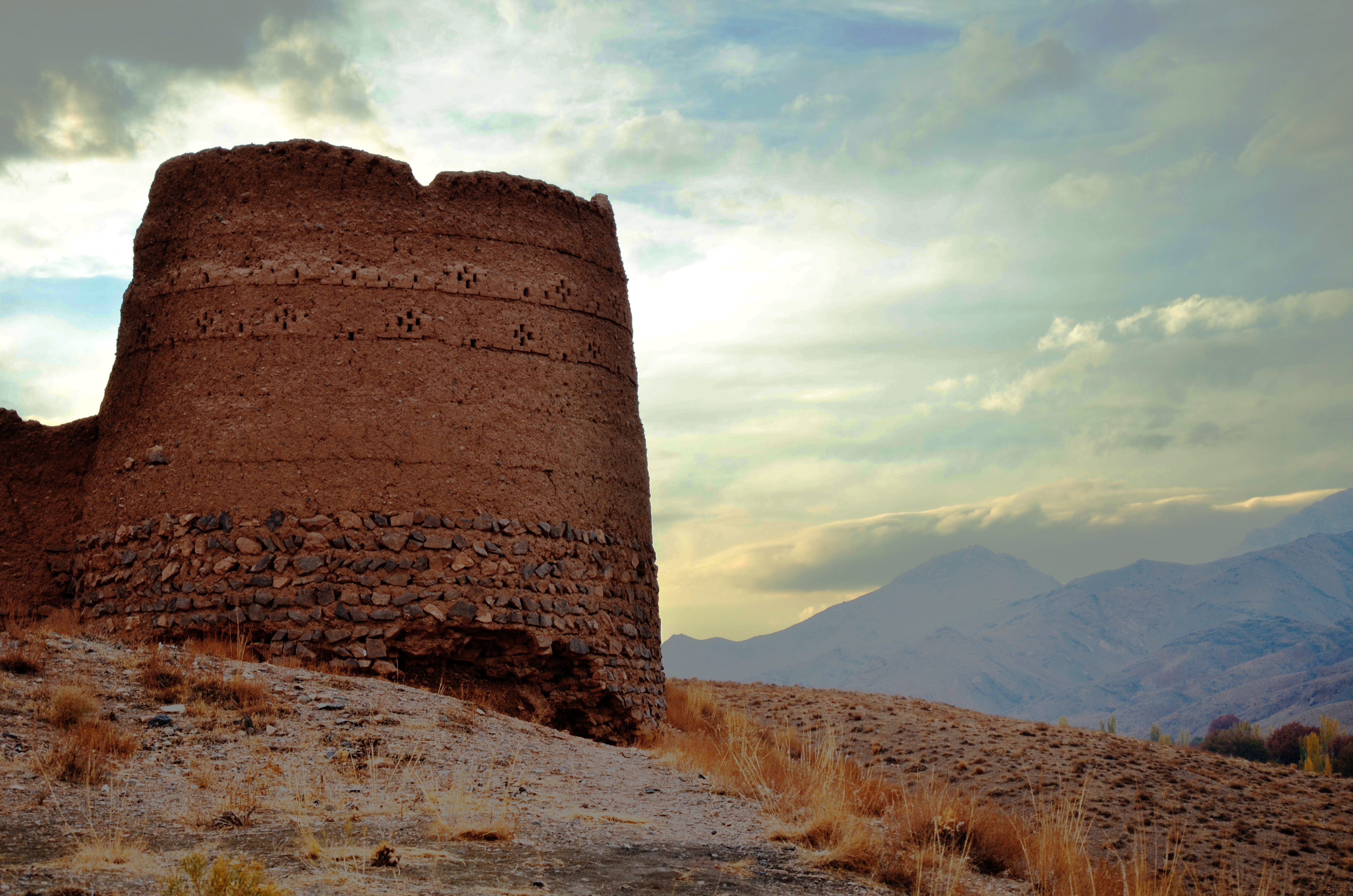
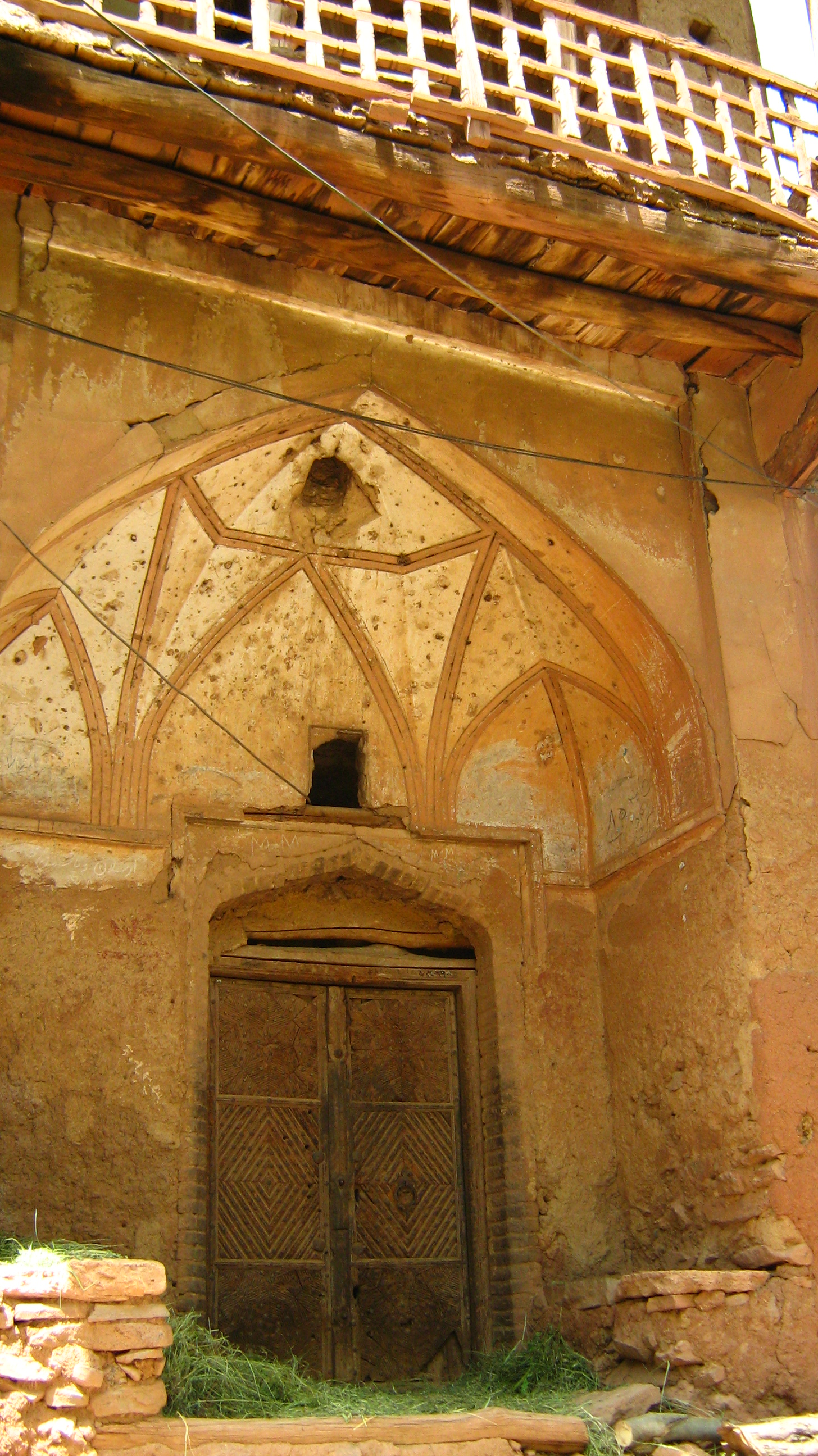
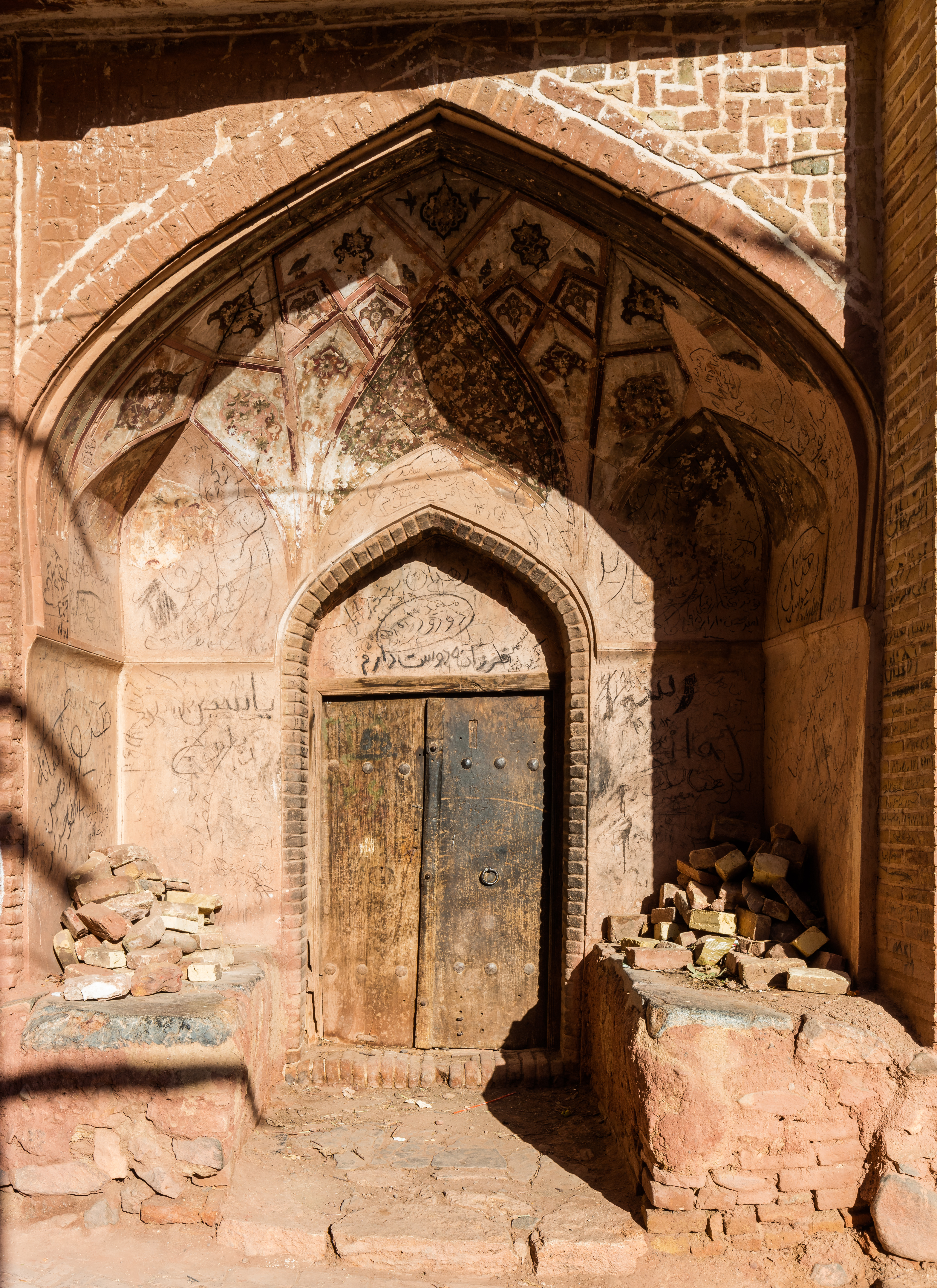
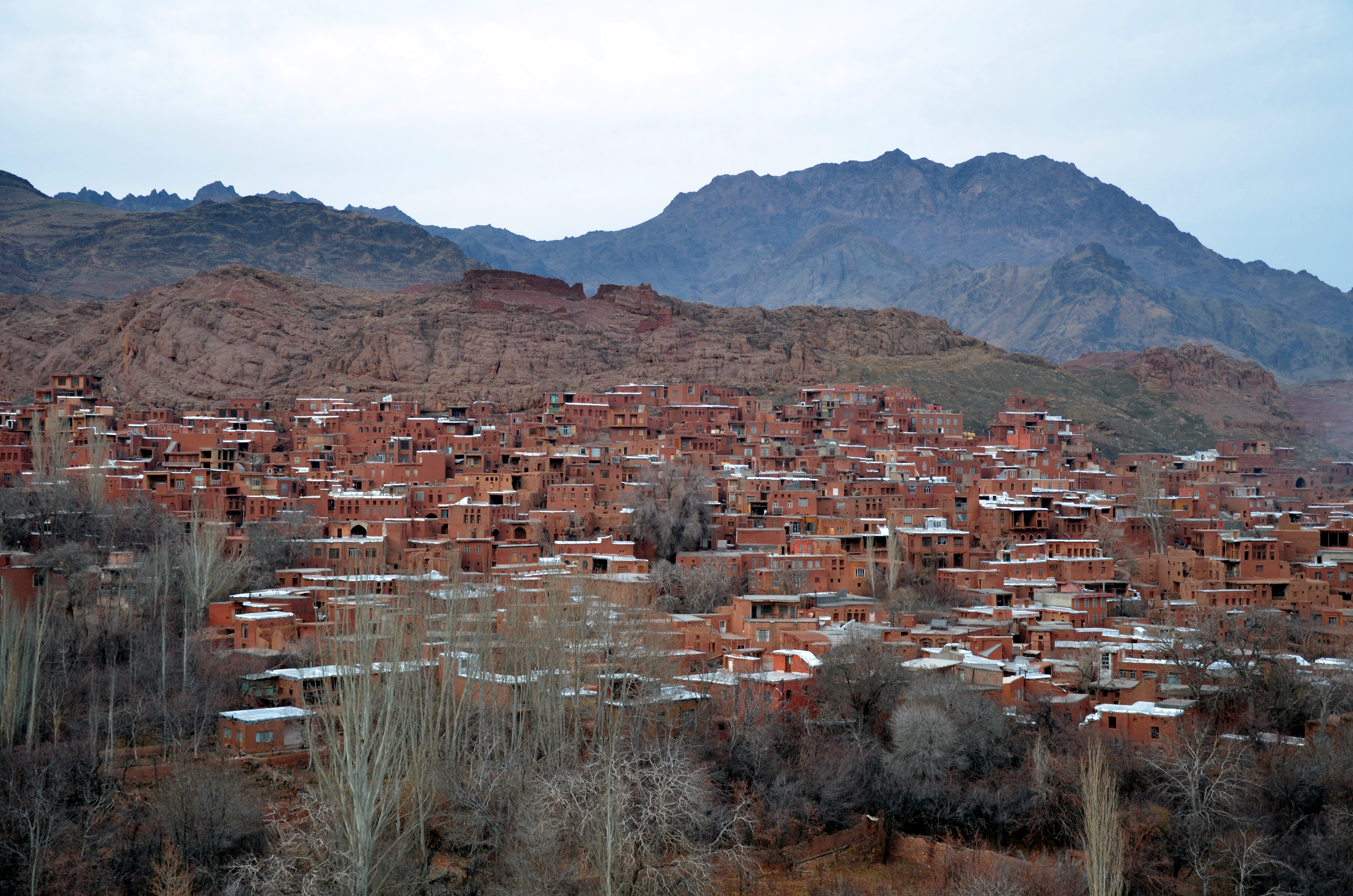
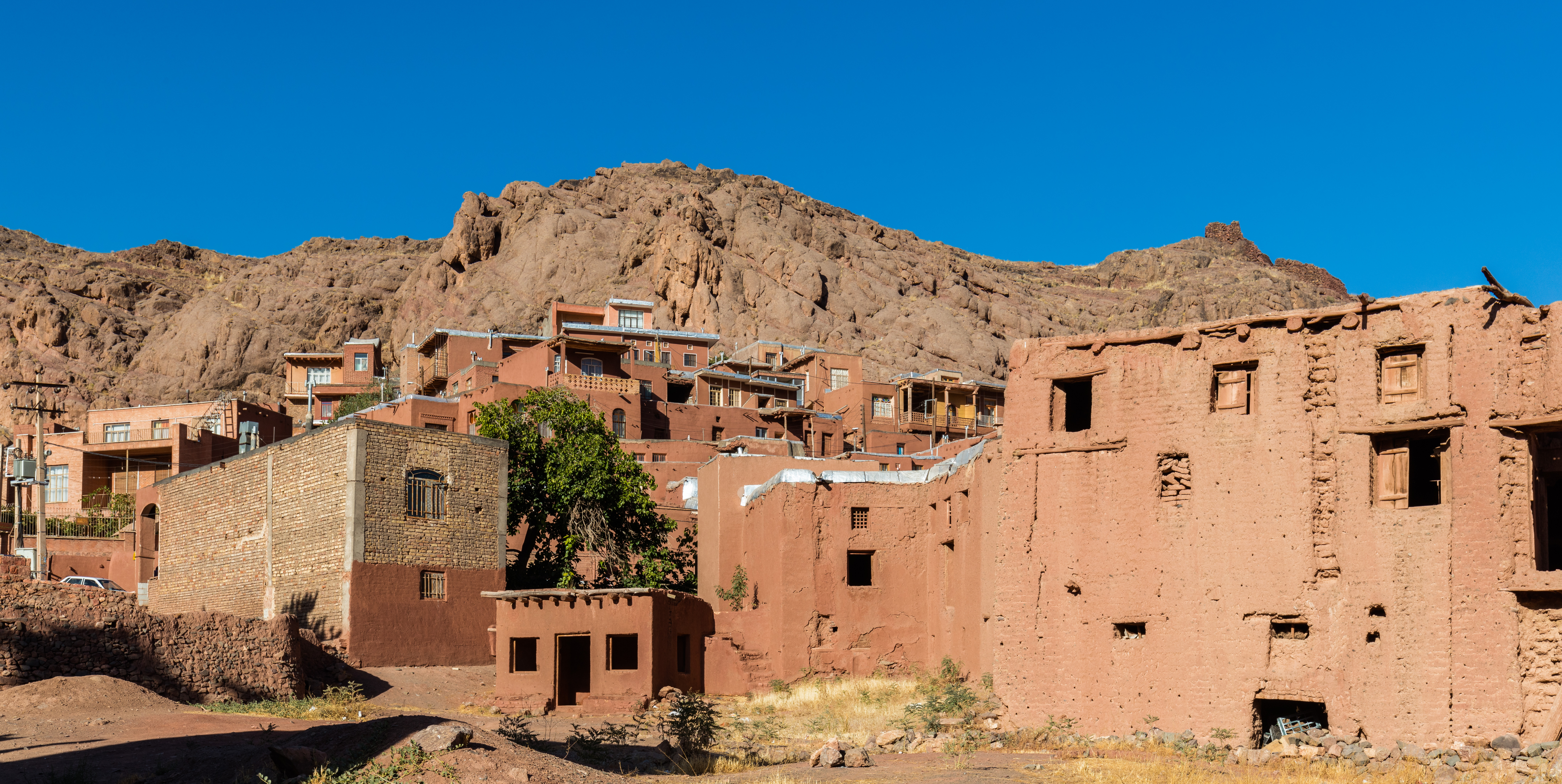
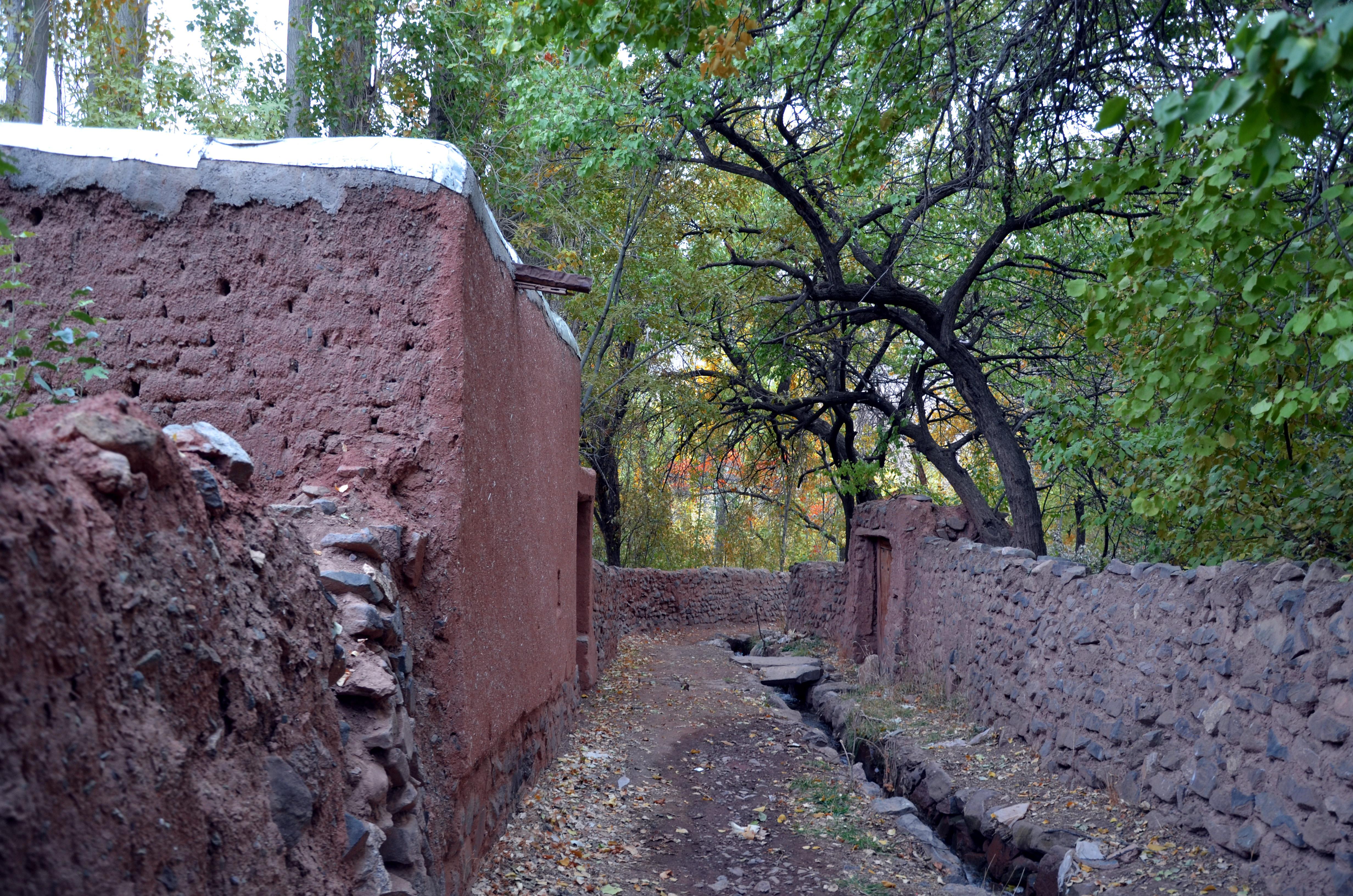
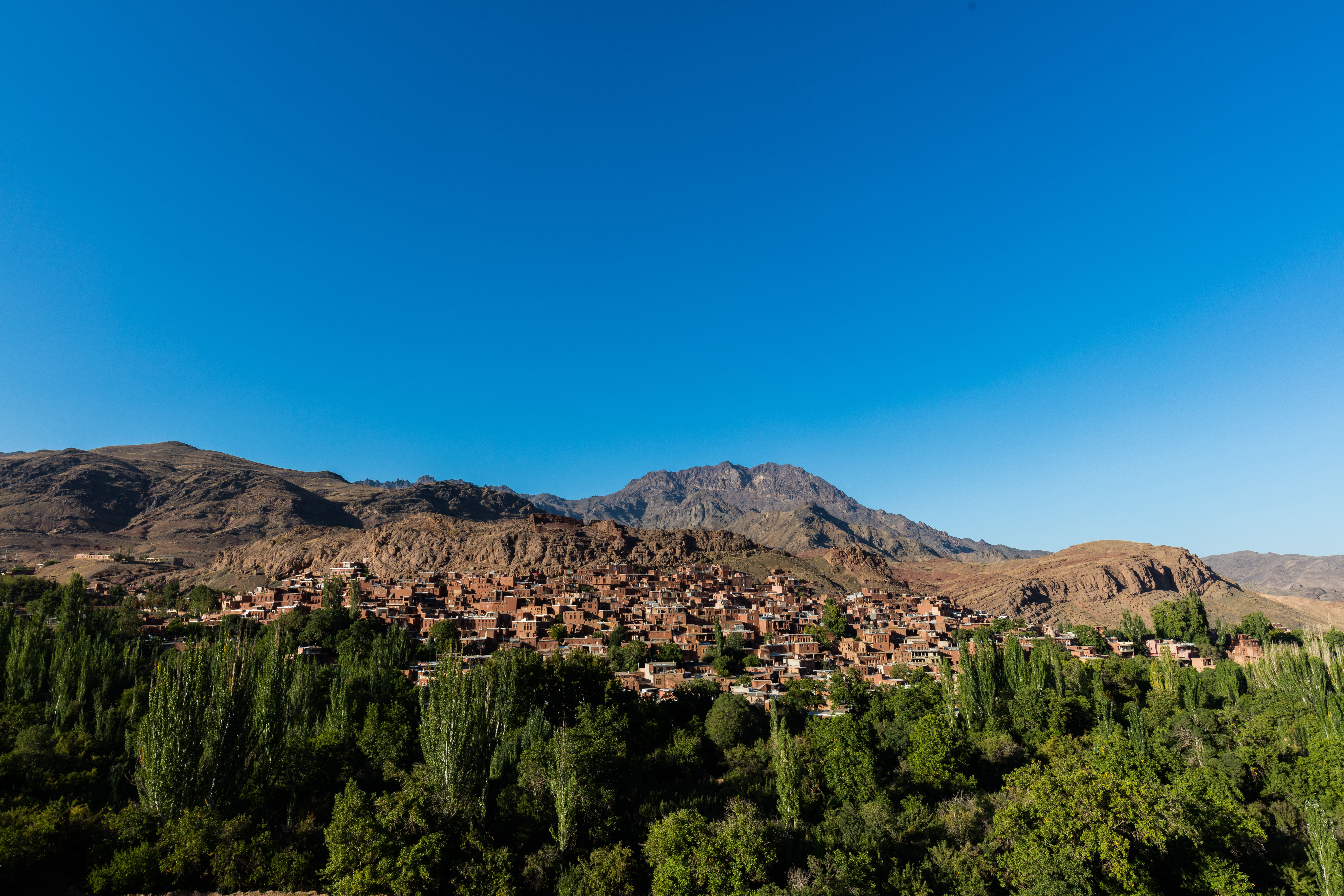
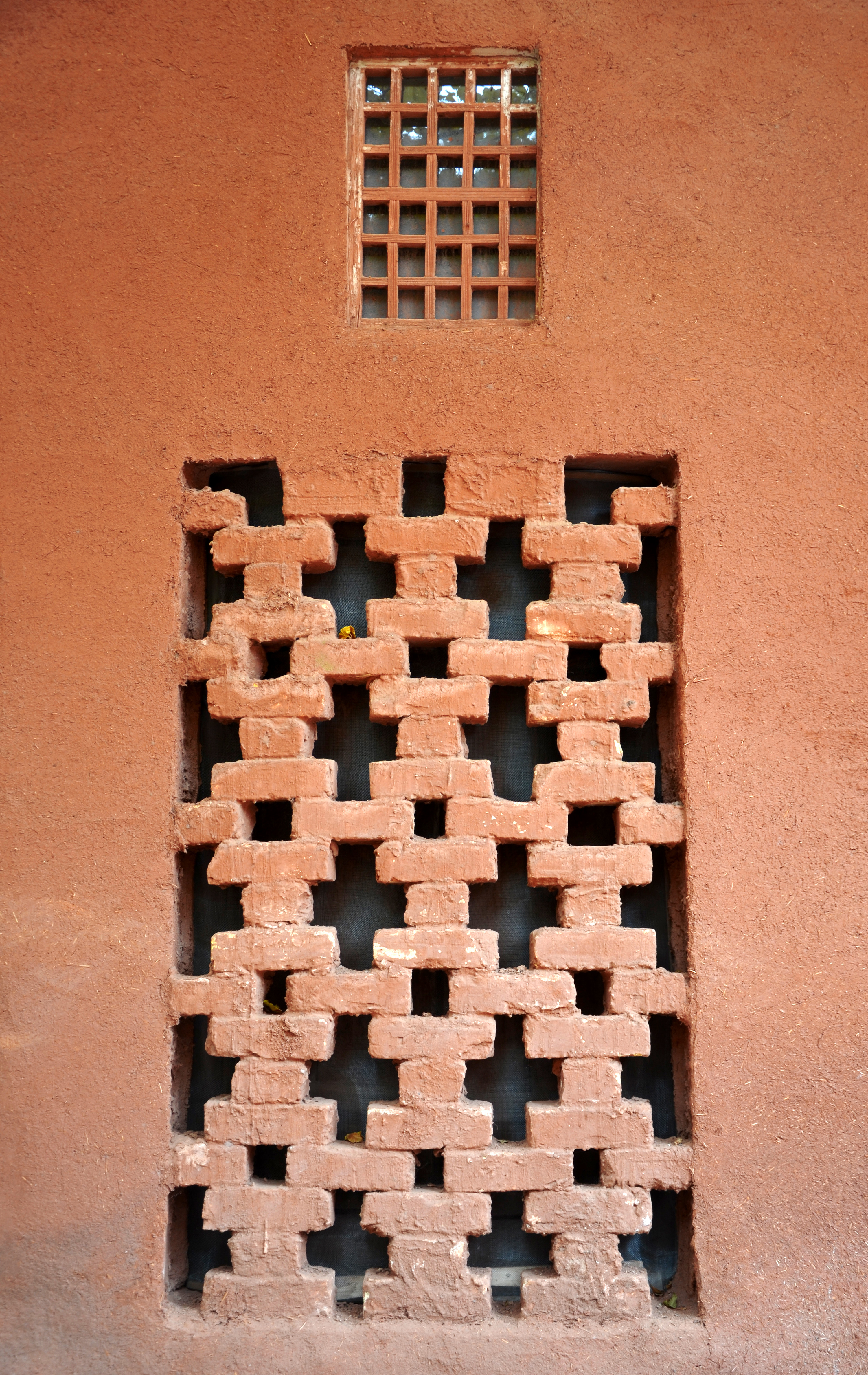
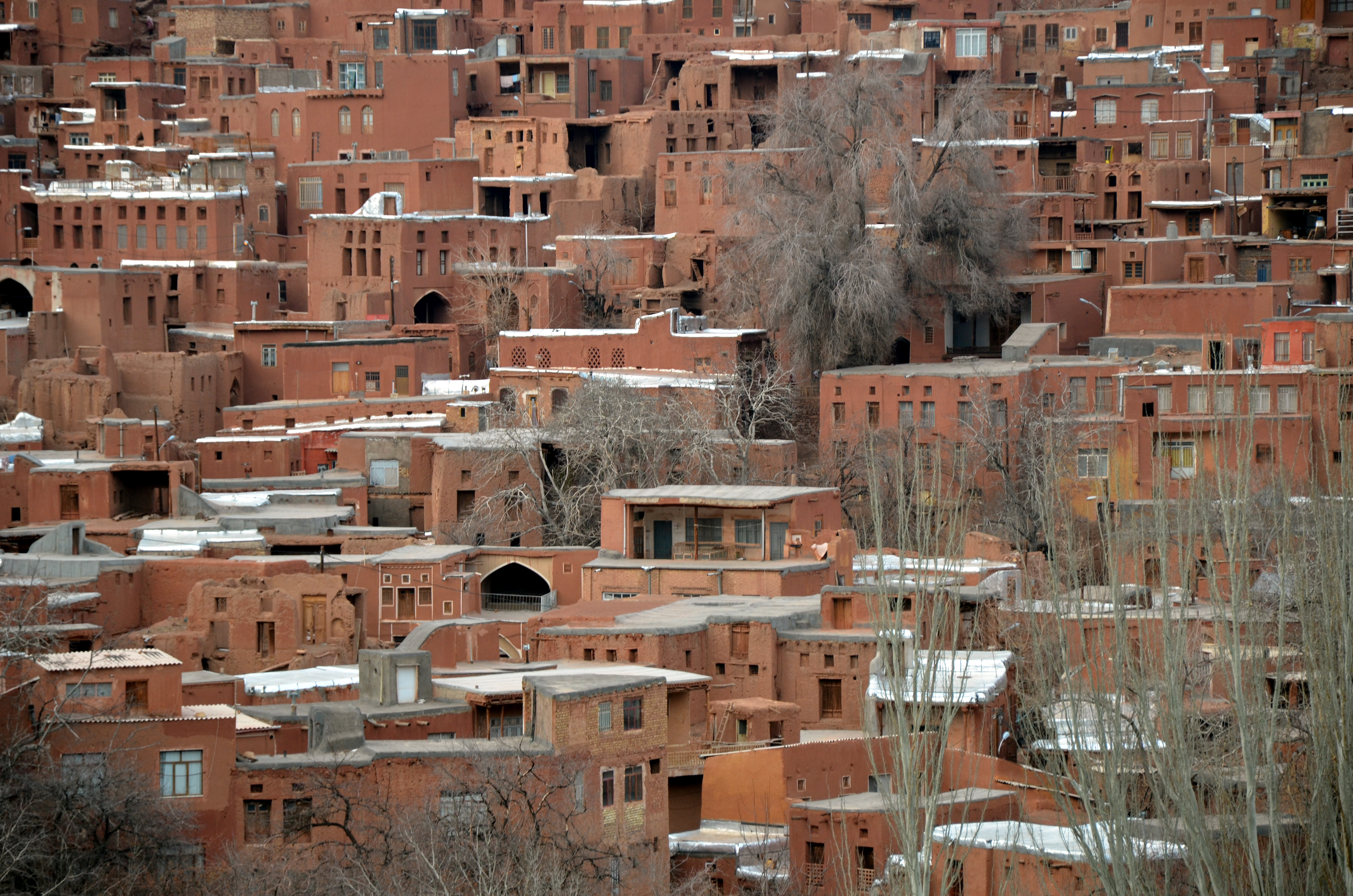
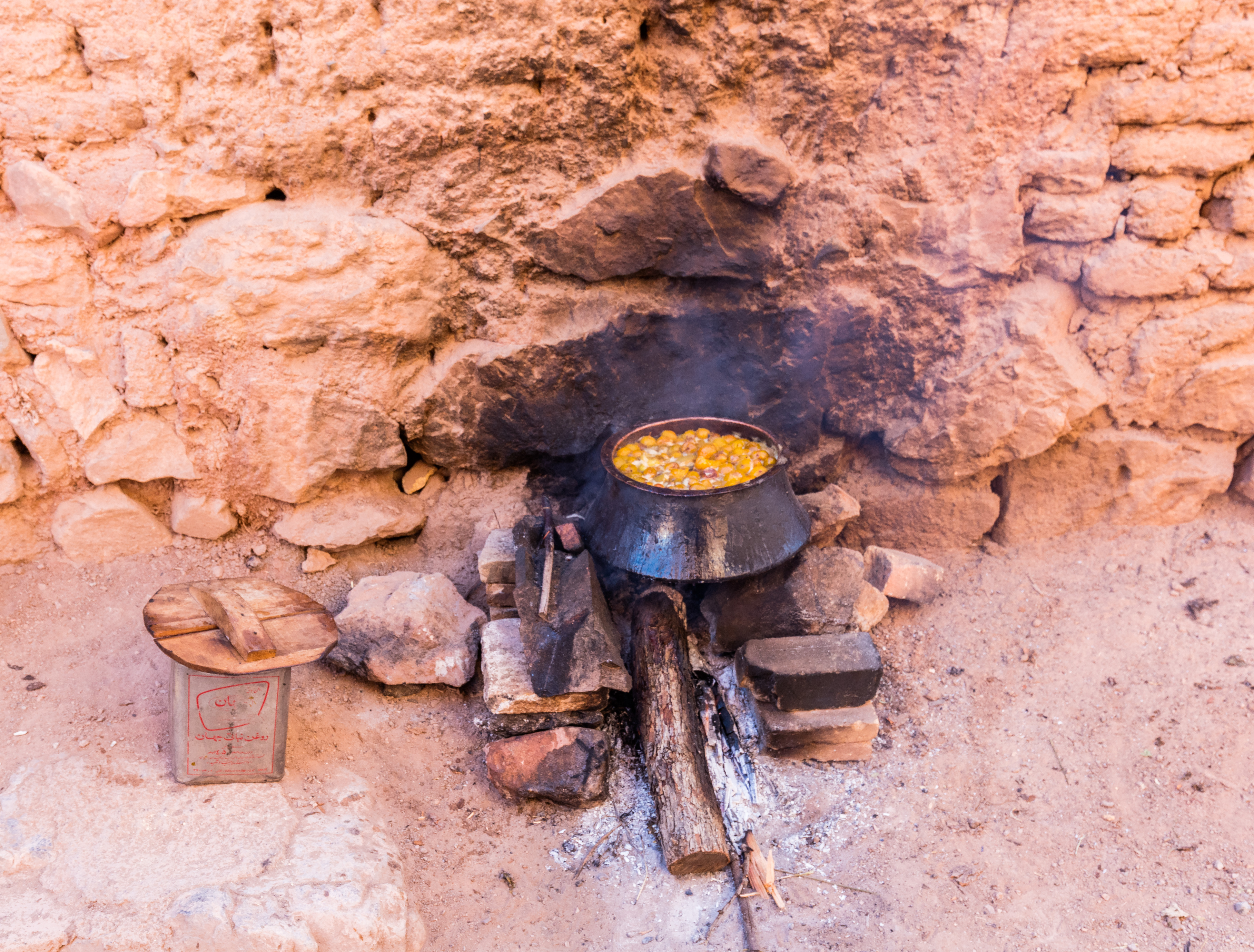
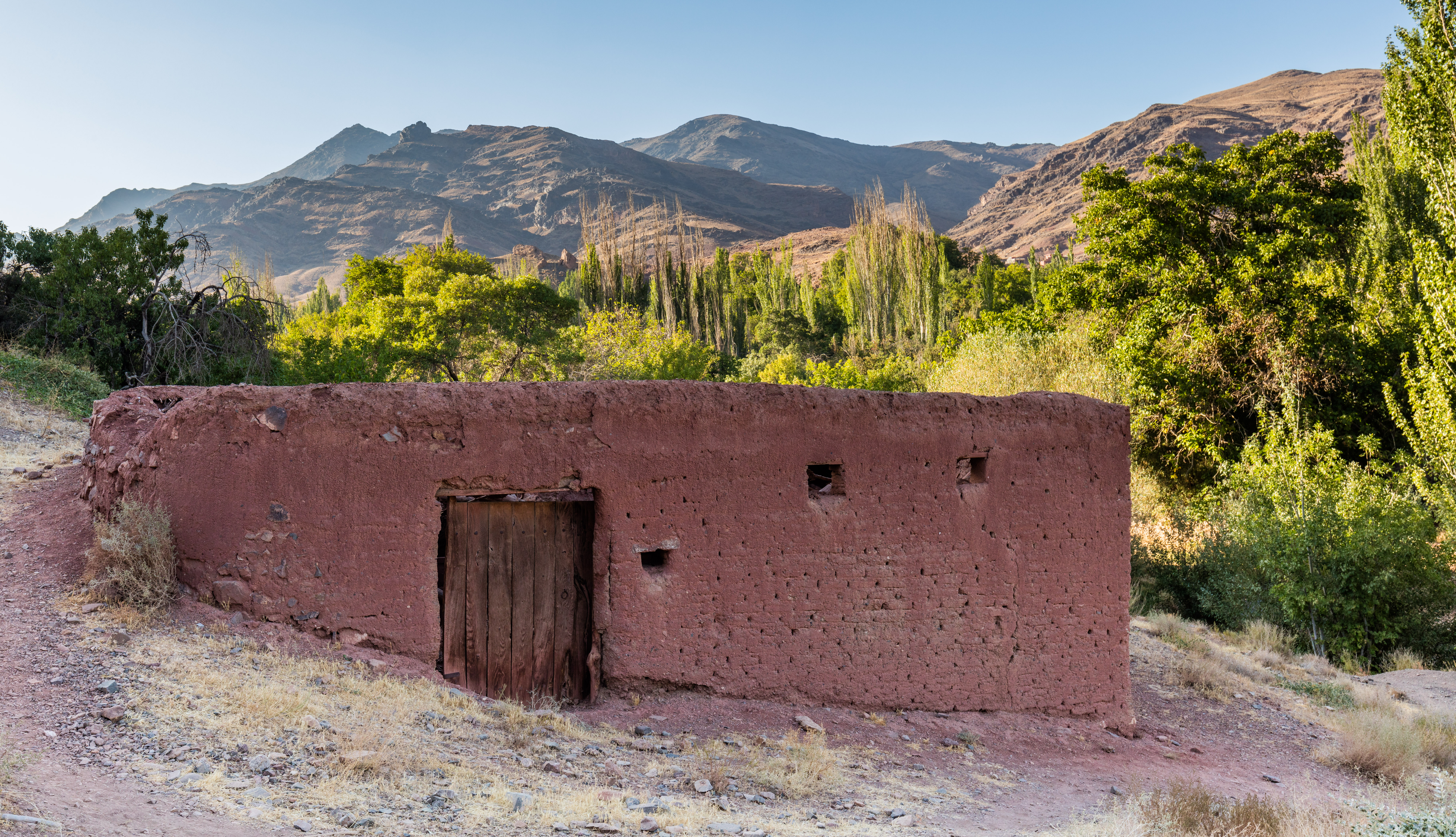
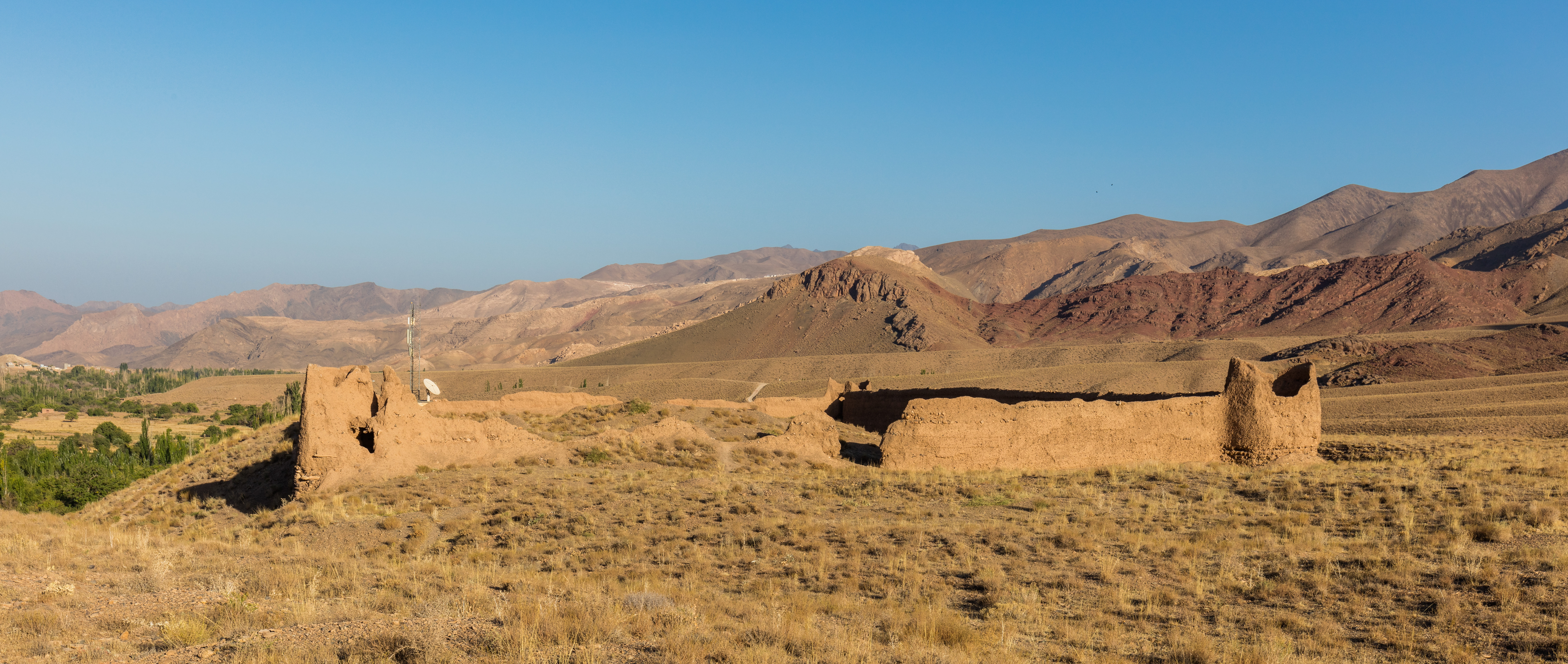
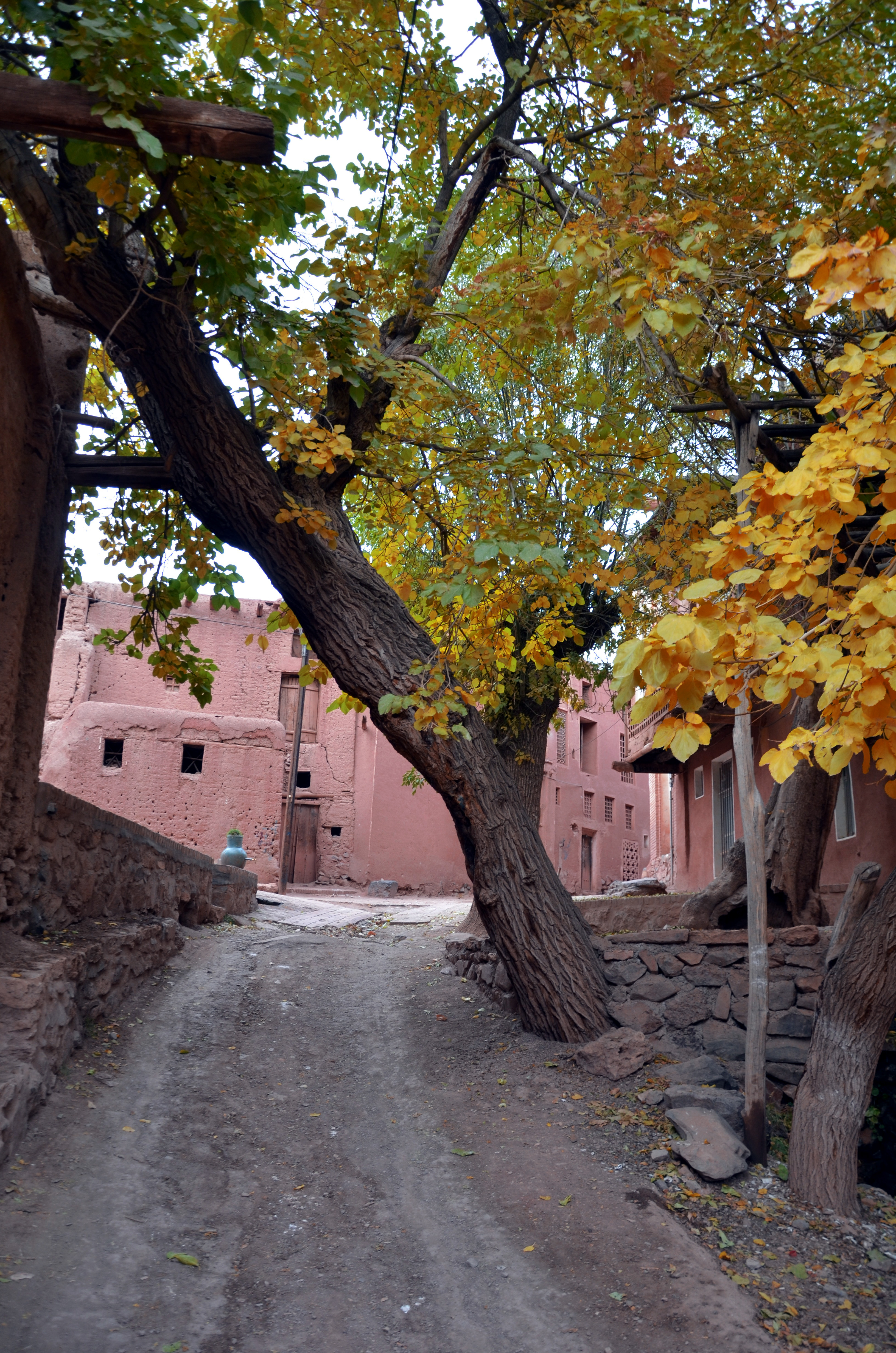
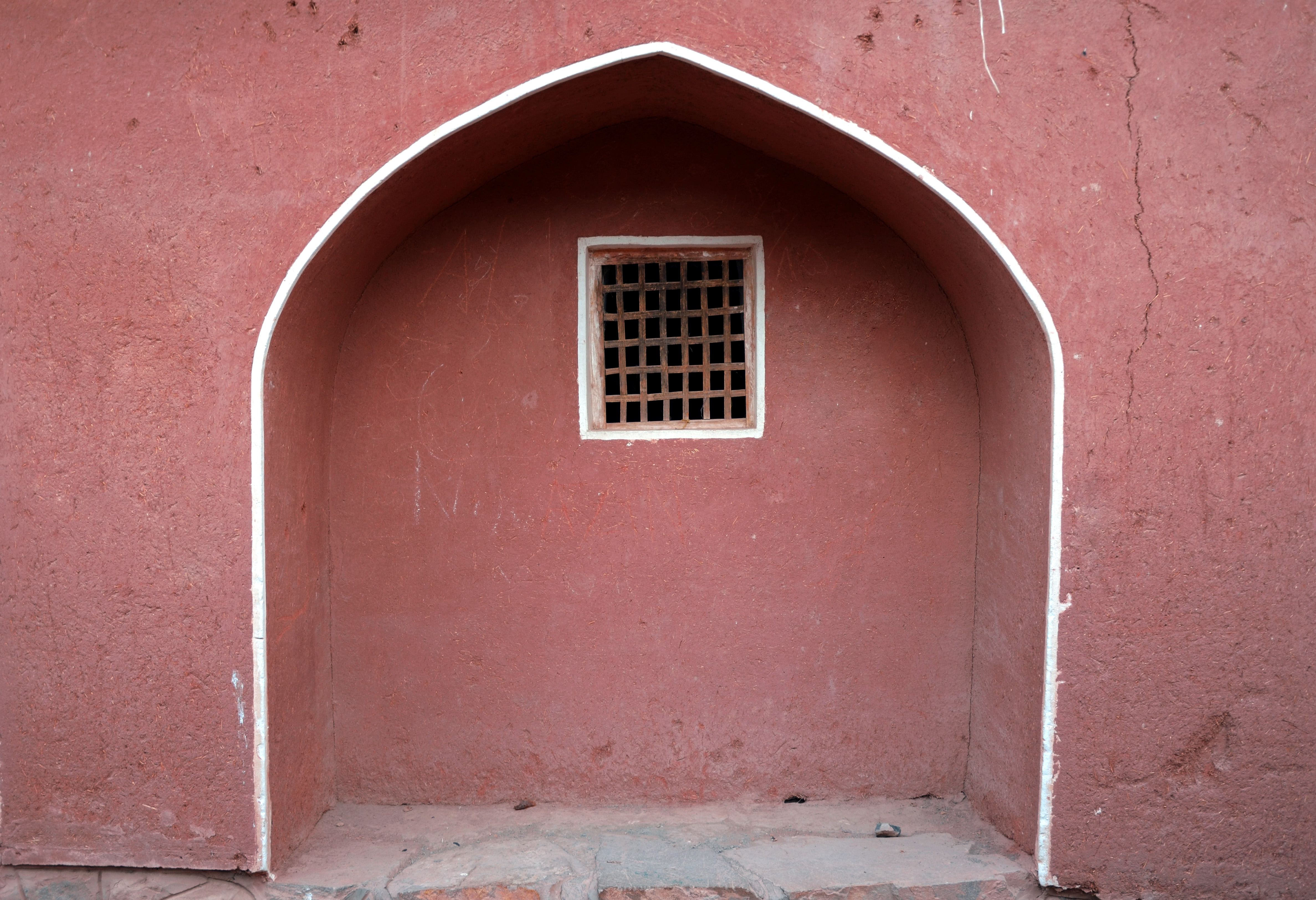

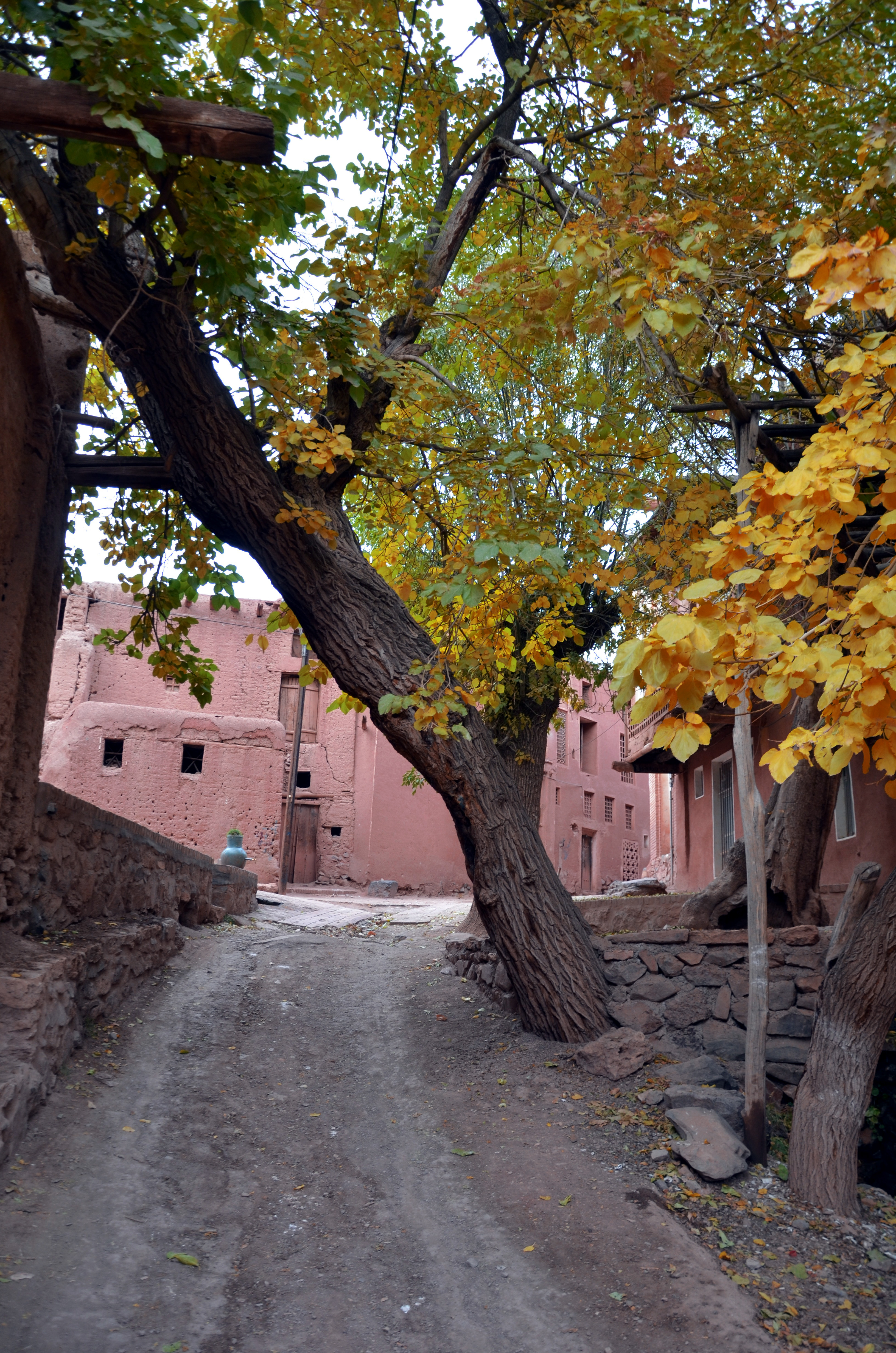